# Fantasieblümchen
Fantasieblümchen ist eine Polka-Mazurka von Johann Strauss Sohn (op. 241). Das Werk wurde am 14. Oktober 1860 in Pawlowsk in Russland erstmals aufgeführt.